# Mazda Demio
Mazda Demio – samochód osobowy klasy subkompaktowej produkowany przez japoński koncern motoryzacyjny Mazda od 1996 roku. Od 2014 roku produkowana jest czwarta generacja pojazdu.

## Pierwsza generacja

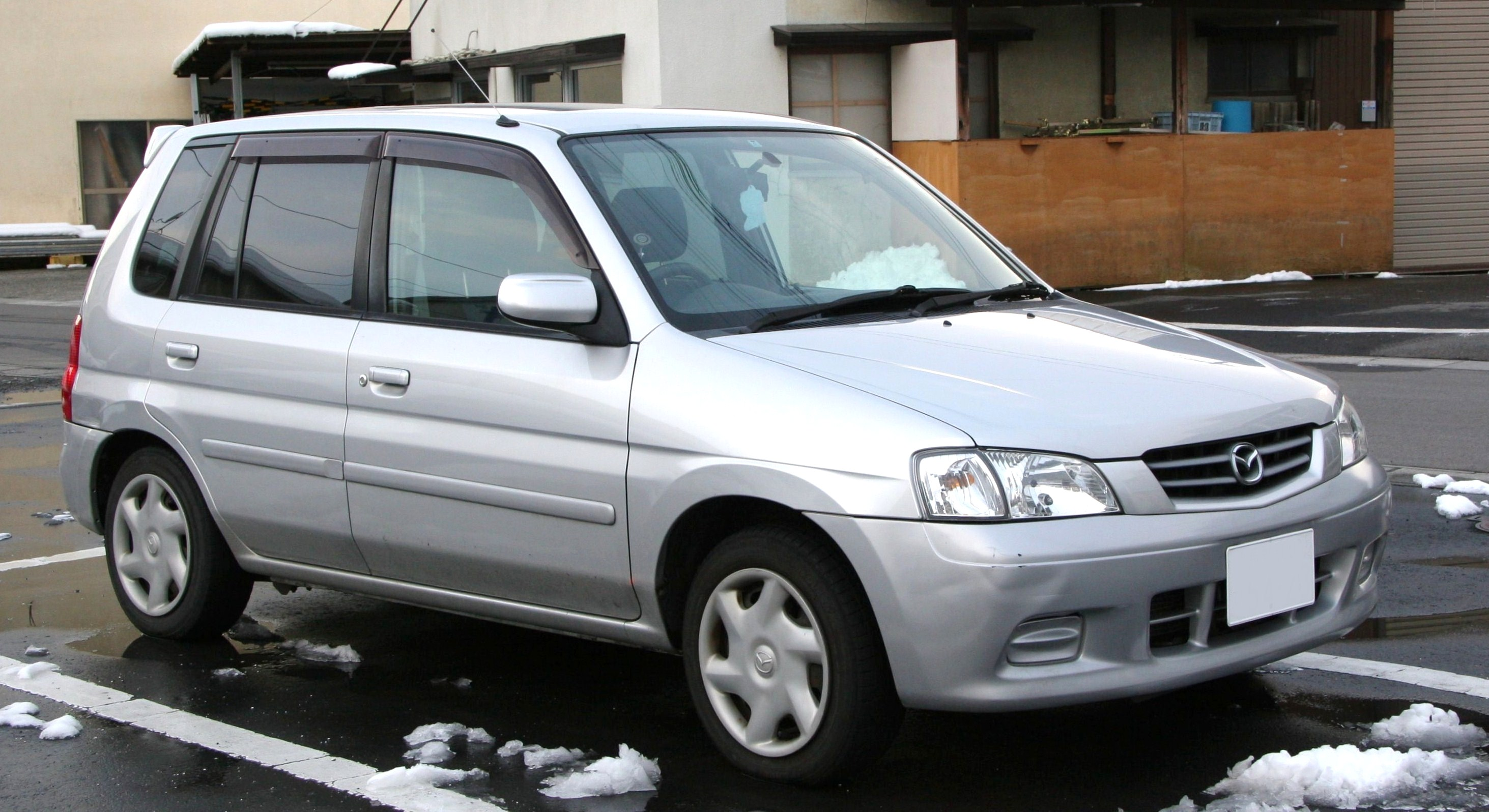
Mazda Demio I po liftingu

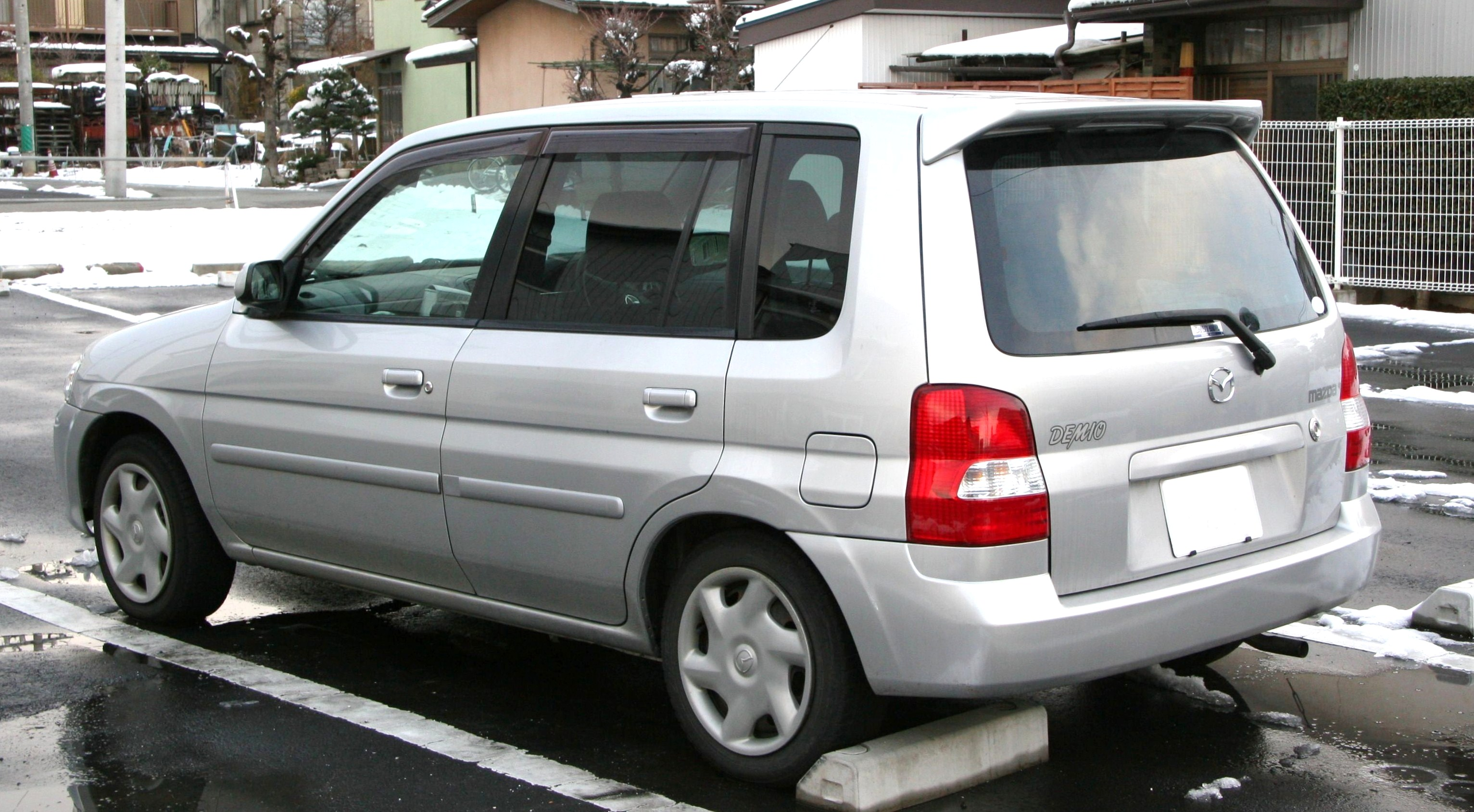
Mazda Demio I - tył

Mazda Demio I produkowana była w latach 1996–2002. Pierwsze i ostatnie wcielenie modelu, które oferowane było na światowych rynkach pod jedną nazwą Demio. Od kolejnego wcielenia emblemat ten został zarezerwowany wyłącznie dla rynku wewnętrznego, japońskiego.

## Druga generacja

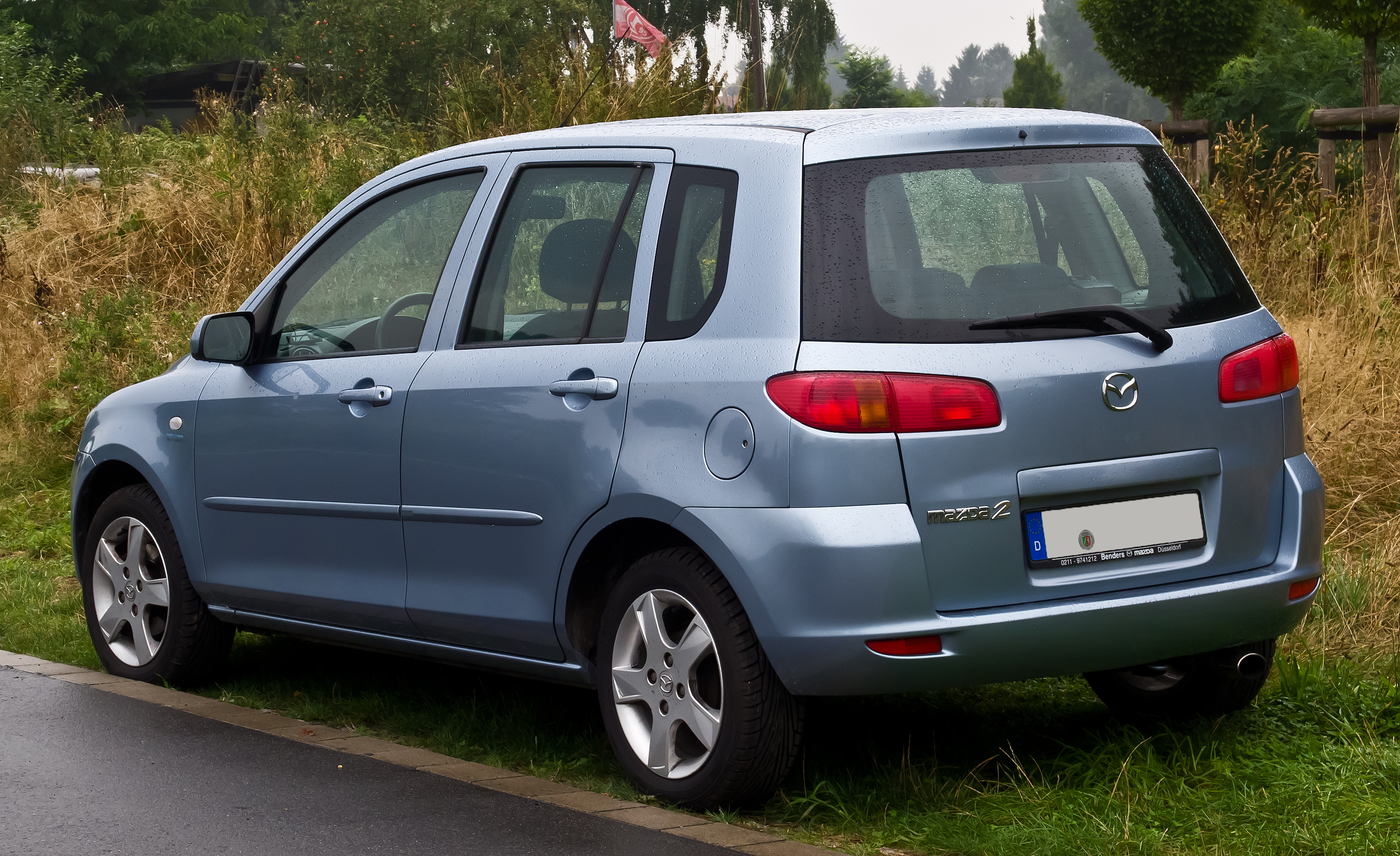
europejska Mazda 2 I - tył

Mazda Demio II produkowana była w latach 2002–2007. Po raz pierwszy przy okazji prezentacji tego modelu zastosowano nazwę Mazda 2, która obowiązywała na większości rynków światowych, w tym na rynku europejskim.

### Wersje wyposażeniowe
- S
- TS
- TS2
- Sport
- Antares
- Capella

### Dane techniczne
| Wersja             | Silnik:                    | Układ zasilania:   | Średnica × skok tłoka: | St. sprężania:     | Moc maksymalna:                   | Maks. moment obrotowy      | 0-100 km/h:        | V-max:             |
| Silniki benzynowe: | Silniki benzynowe:         | Silniki benzynowe: | Silniki benzynowe:     | Silniki benzynowe: | Silniki benzynowe:                | Silniki benzynowe:         | Silniki benzynowe: | Silniki benzynowe: |
| ------------------ | -------------------------- | ------------------ | ---------------------- | ------------------ | --------------------------------- | -------------------------- | ------------------ | ------------------ |
| 1.25 16V           | R4 1,25 l (1242 cm³), DOHC | wtrysk MPI         | 71,9 x 76,5 mm         | 10,1:1             | 75 KM (55 kW) przy 6600 obr./min  | 110 N•m przy 4000 obr./min | 15,1 s             | 163 km/h           |
| 1.4 16V            | R4 1,4 l (1388 cm³), DOHC  | wtrysk MPI         | 76 x 76,5 mm           | 11,0:1             | 80 KM (58 kW)przy 5700 obr./min   | 124 N•m przy 3500 obr./min | 13,9 s             | 164 km/h           |
| 1.5i               | R4 1,5 l (1498 cm³), DOHC  | wtrysk MPI         | 78 × 78,4 mm           | 10:1               | 103 KM (76 kW) przy 6000 obr./min | 137 N•m przy 4000 obr./min | 12,1 s             | 168 km/h           |
| 1.6 16V            | R4 1,6 l (1596 cm³), DOHC  | wtrysk MPI         | 79 x 81,4 mm           | 11,0:1             | 100 KM (73 kW)przy 6000 obr./min  | 146 N•m przy 4000 obr./min | 11,4 s             | 181 km/h           |
| Silniki diesla:    |                            |                    |                        |                    |                                   |                            |                    |                    |
| 1.4                | R4 1,4 l (1399 cm³), SOHC  | wtrysk Common rail | 73,7 x 82 mm           | 18,0:1             | 68 KM (50 kW) przy 4000 obr./min  | 160 N•m przy 2000 obr./min | 15 s               | 160 km/h           |

## Trzecia generacja

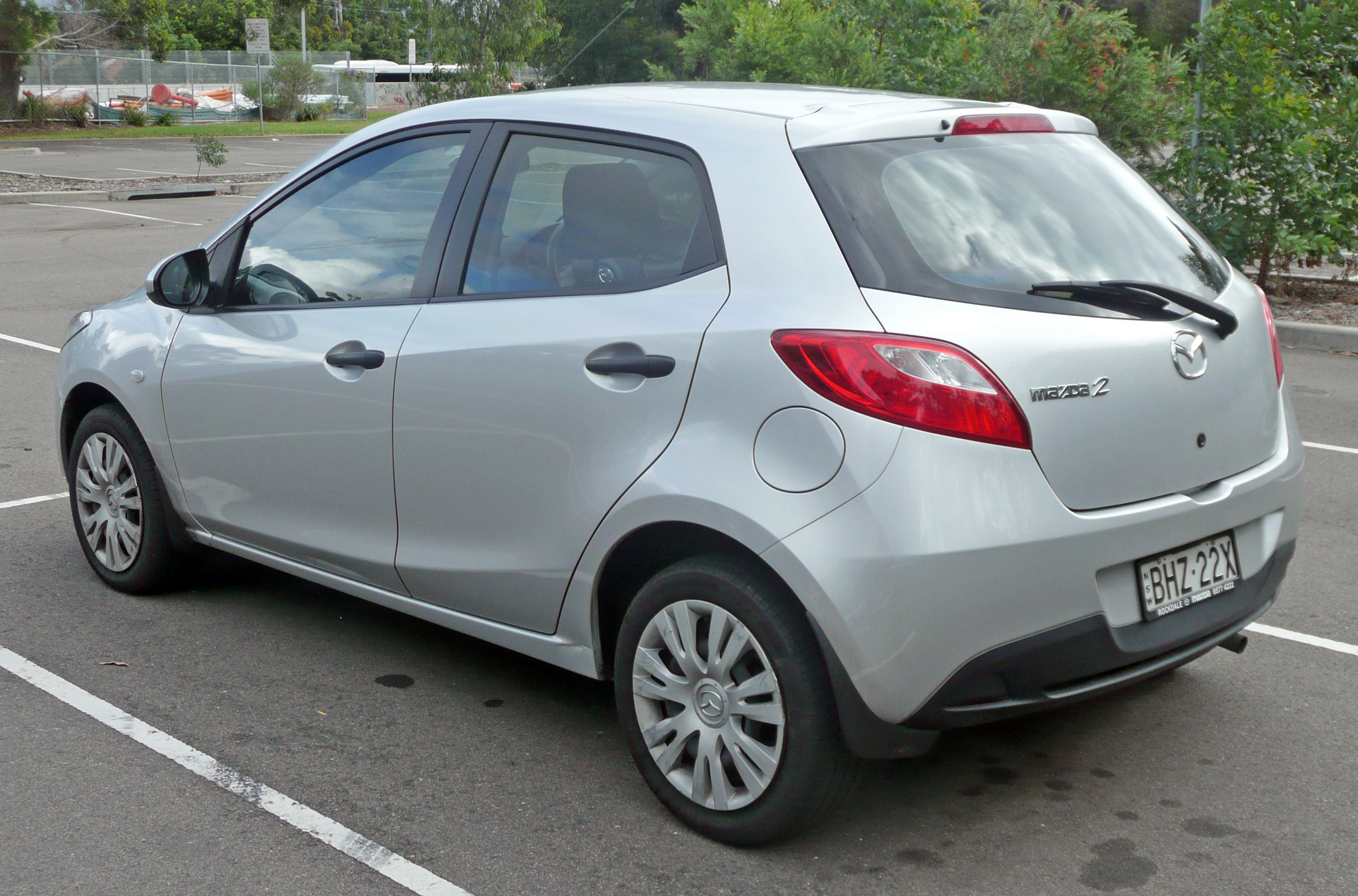
australijska Mazda 2 II - tył

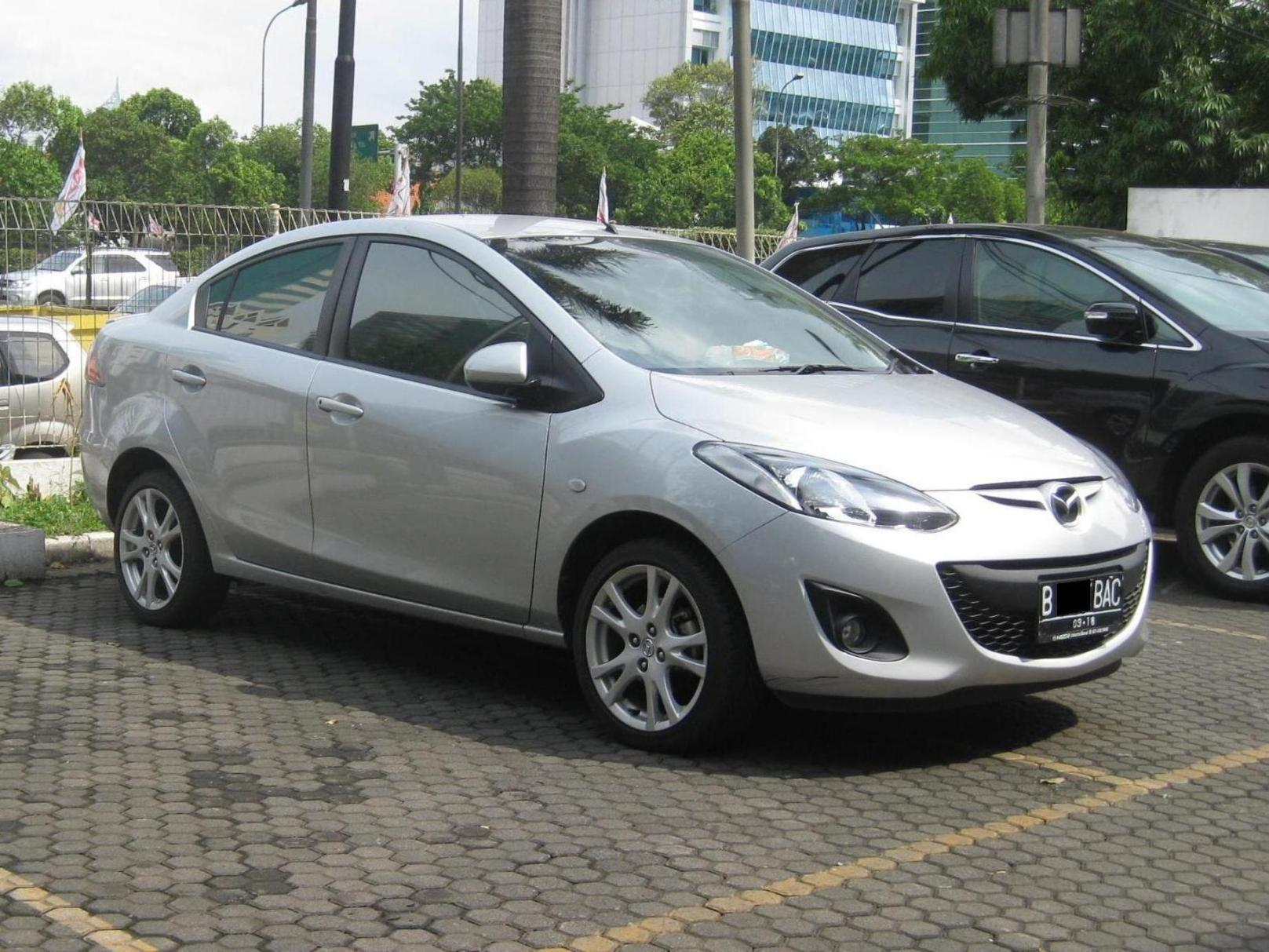
Mazda Demio III sedan

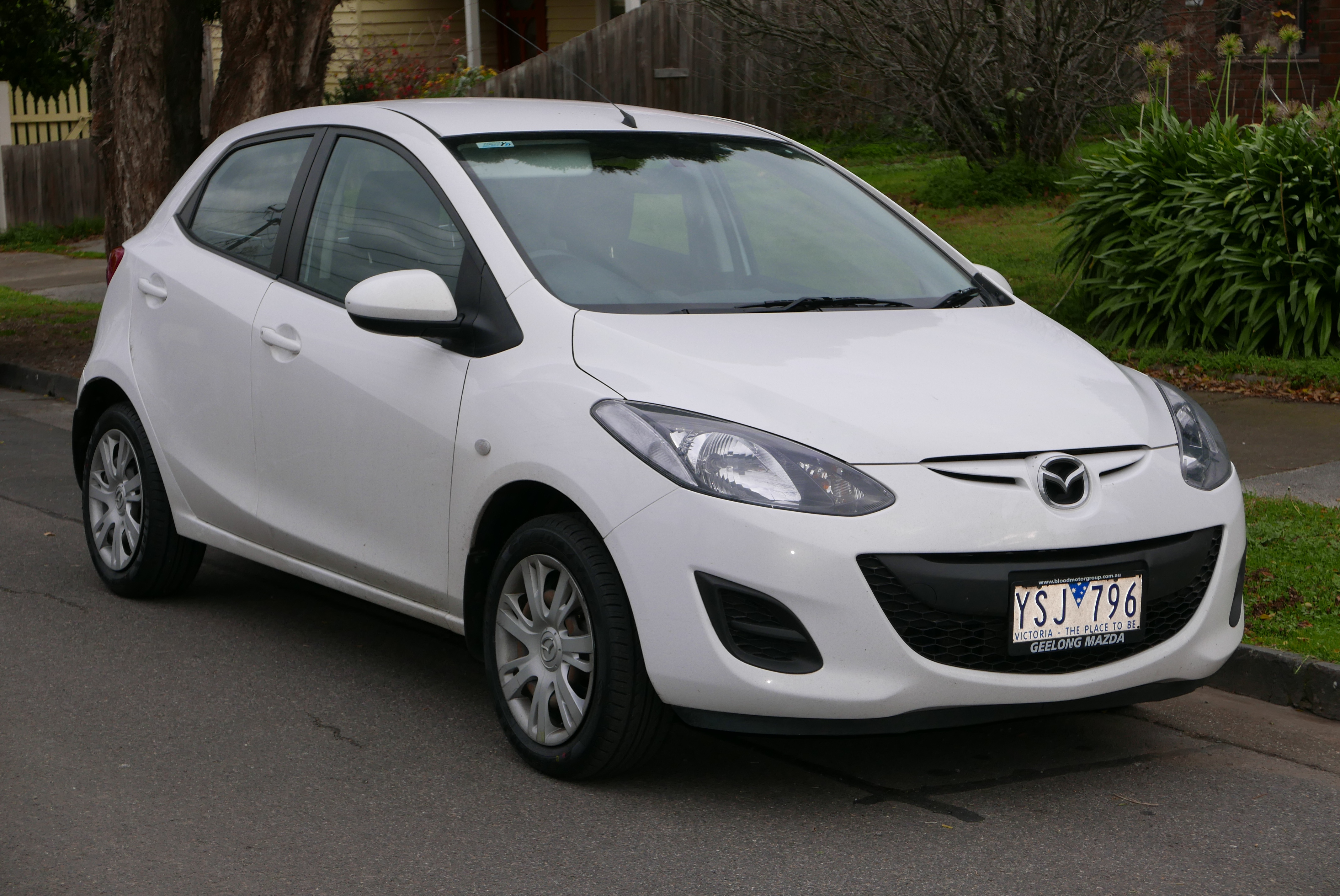
australijska Mazda 2 II po liftingu

Mazda Demio III została zaprezentowana w Niemczech jako druga generacja Mazdy 2 20 października 2007 roku. Pojazd zbudowano na bazie płyty podłogowej siódmej generacji Forda Fiesty.
Pierwszy egzemplarz trzeciej generacji modelu zjechał z taśm montażowych 22 maja 2007 roku w zakładach Ujina w Hiroszimie. W 2008 roku podczas targów motoryzacyjnych w Genewie zaprezentowano wersję trzydrzwiową o nazwie Sport Mazda 2. W 2008 roku pojawiła się przeznaczona głównie na rynek chiński wersja sedan. Została ona przedstawiona w Guangzhou Motor Show, 20 listopada. Poprzez wydłużenie części tylnej o 37 centymetrów, pojemność bagażnika wzrosła do 450 litrów. W sedanie montowane są dwa silniki benzynowe o pojemności 1.3 (85 KM) oraz 1.6 (102KM) połączone z pięciobiegową skrzynią manualną oraz czterobiegową skrzynią automatyczną. Od początku 2009 roku, Mazda 2 oferowana też jest w wariancie "Dynamic", który opiera się na "wrażeniach" sportowych i zawiera dodatkowy pakiet sportowy zapewniający bardziej sportowy wygląd. 
W październiku 2010 roku Mazda 2 otrzymała facelifting na wzór modelu 3. W pojeździe zmieniono m.in. przedni zderzak z większym wlotem powietrza oraz zmienionym kształtem halogenów. Delikatnie zmieniono deskę rozdzielczą.
W grudniu 2013 roku w Japonii zaprezentowano model Demio RE Range Extender, który napędzany jest 102-konnym silnikiem elektrycznym, zasilanym energią zgromadzoną w akumulatorach litowo-jonowych. Gdy energia z akumulatorów zostanie wyczerpana do akcji wkracza  benzynowy silnik Wankla o pojemności 0.33 l, pracujący jako generator.
W plebiscycie na Europejski Samochód Roku 2008 model zajął 2. pozycję (za Fiatem 500). W 2008 roku samochód zdobył tytuł World Car of the Year.

### Silniki

#### Benzynowe
- R4 1.3 Miller Cycle 90 KM
- R4 1.3 MZR 75 KM
- R4 1.3 MZR 86 KM
- R4 1.5 MZR 103 KM

#### Diesla
- R4 1.4 MZ-CD 68 KM
- R4 1.6 MZ-CD 90 KM

### Wersje wyposażeniowe
- Comfort
- Exclusive
- Exclusive Plus
- Sport
- Kirei - wersja limitowana
- Tamura Special Edition - wersja limitowana

## Czwarta generacja

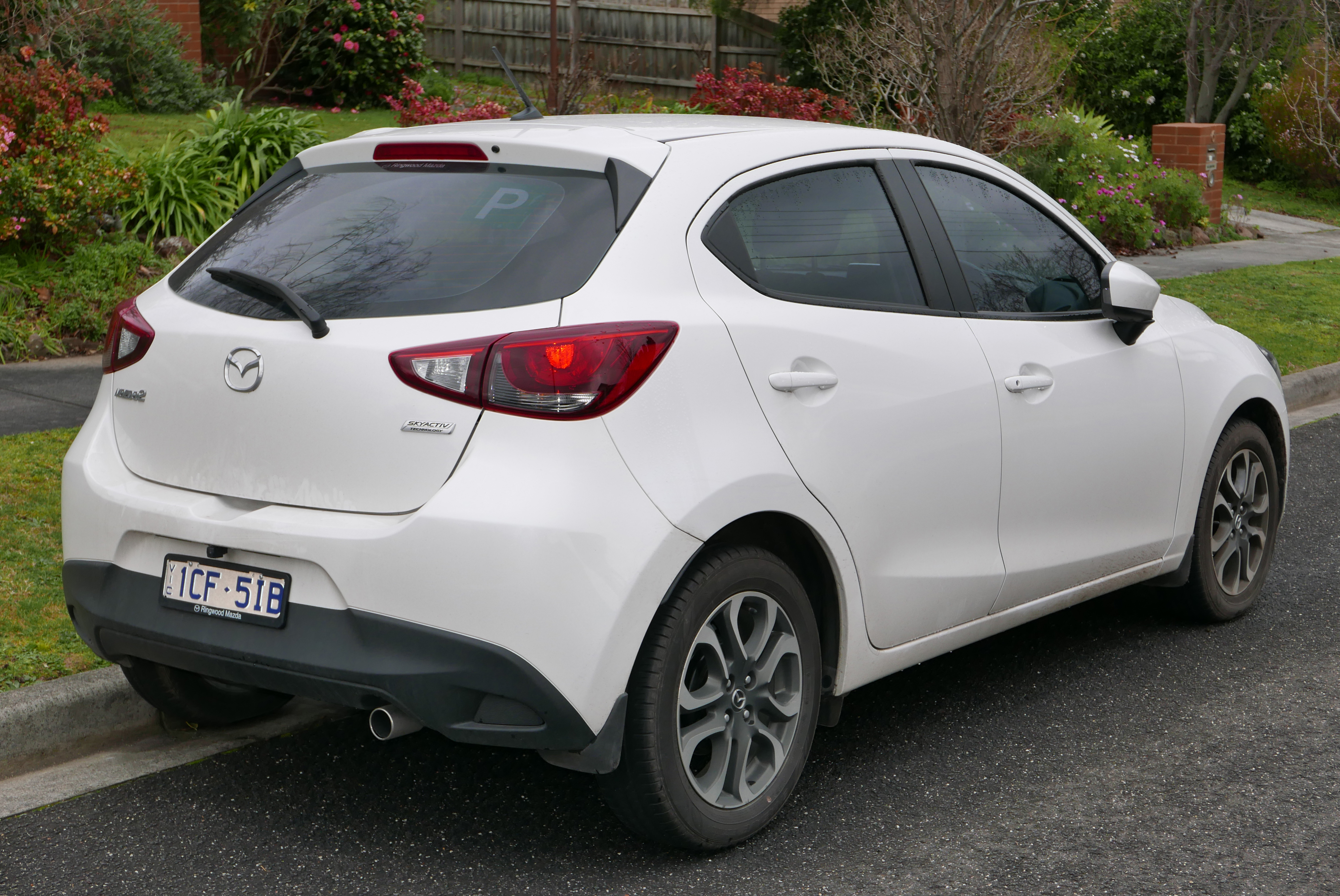
australijska Mazda 2 III przed liftingiem - tył

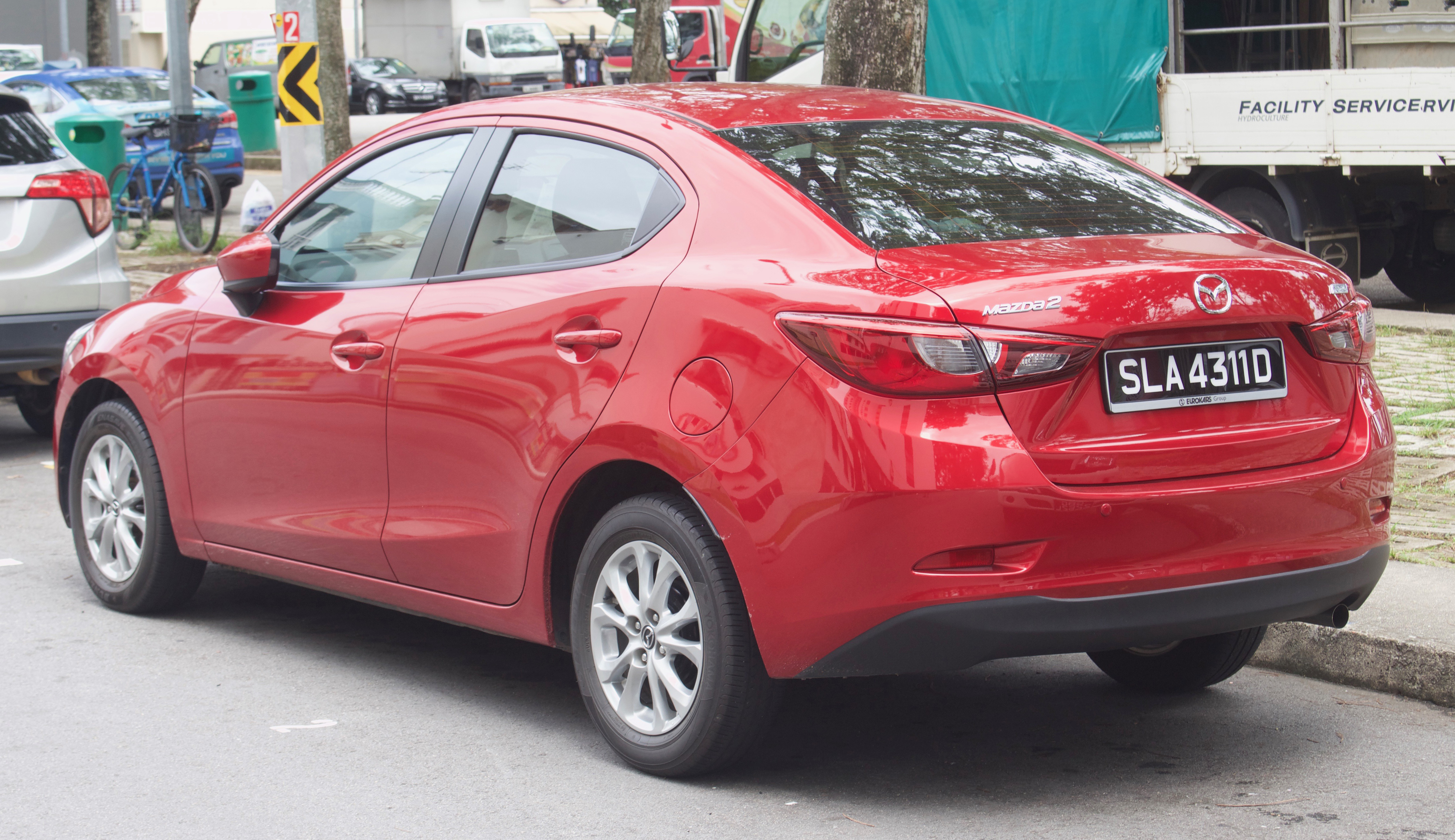
Mazda Demio IV sedan

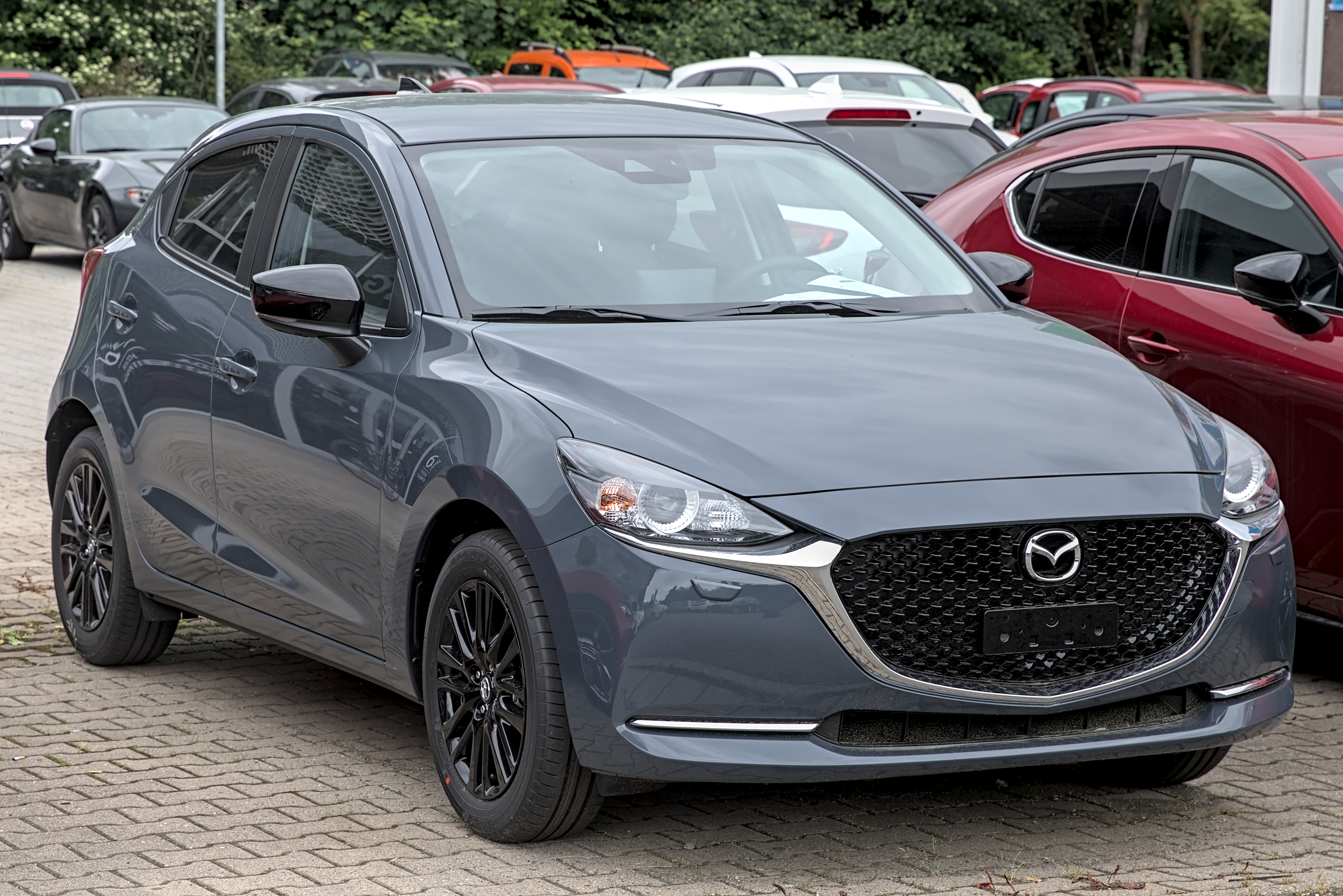
Mazda Demio IV po pierwszym liftingu

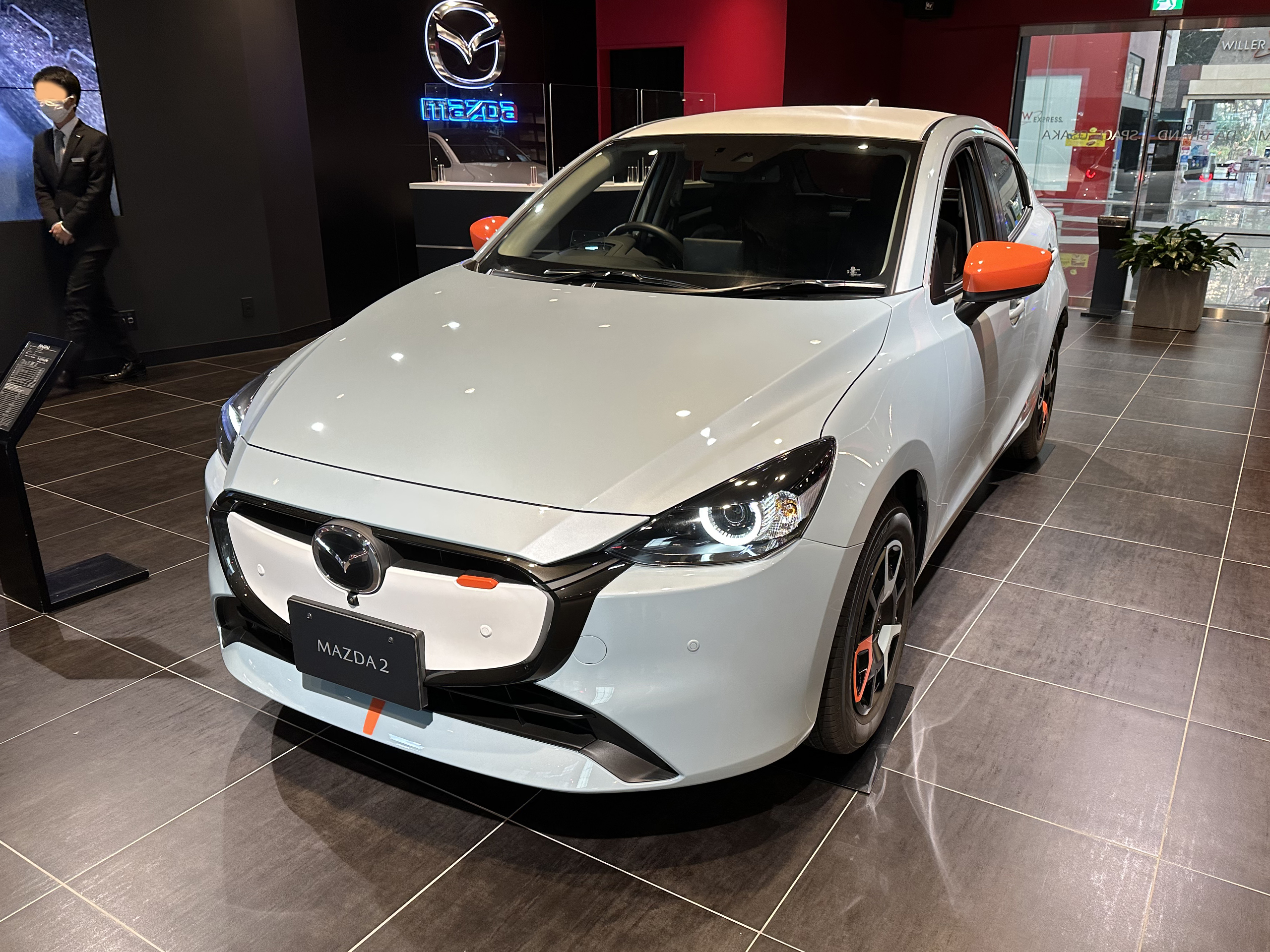
Mazda Demio IV po drugim liftingu

Mazda Demio IV została po raz pierwszy zaprezentowana jako samochód koncepcyjny pod nazwą Hazumi podczas Międzynarodowych Targów Motoryzacyjnych w Genewie w 2014 roku. Auto produkowane jest od lipca 2014 roku, ponownie pod nazwą Demio na rynek wewnętrzny i jako Mazda 2 na rynki światowe.
Samochód zaprojektowano zgodnie z filozofią KODO (dusza ruchu), auto wygląda dynamicznie, jest dopracowane aerodynamicznie. Pojazd posiada charakterystyczny dla nowych modeli marki Mazda grill z chromowaną ramką. W porównaniu do prototypu wersja produkcyjna otrzymała inne przednie reflektory, zderzak oraz tylne światła zespolone, mniejszy spojler dachowy oraz jedną zamiast dwóch końcówek układu wydechowego. 
Wnętrze pojazdu nawiązuje do wnętrza Mazdy 3 i 6. Umieszczono w nim m.in. w centralnym punkcie analogowy obrotomierz z wyświetlaną cyfrowo prędkością oraz system multimedialny z wolnostojącym ekranem dotykowym.
Auto otrzymało tytuł Samochodu Roku 2014 w Japonii.
W listopadzie 2014 roku Mazda zaprezentowała model 2 w wersji sedan. Auto nawiązujące stylistyką do modelu 3 produkowane będzie w Tajlandii. Pod maską znalazł się wysokoprężny silnik 1.5 l SKYACTIV-D o mocy 105 KM i maksymalnym momencie obrotowym 220 Nm. Sprzedaż w Tajlandii rozpocznie się na początku 2015 roku. Samochód trafić ma też do Australii i na niektóre europejskie rynki.

### Restylizacje
W 2019 roku samochód przeszedł pierwszy lifting. Przód został nieco przeprojektowany, zderzak został uproszczony i ustawiony poziomo, a osłona chłodnicy ma wzór ćwieków. Wewnątrz ekran dotykowy jest zgodny z Android Auto i Apple CarPlay. Może być wyposażony w podgrzewaną kierownicę, odczyt na panelu i system wizyjny 360°. Jednostki benzynowe o mocy 75 i 90 KM otrzymały lekką hybrydyzację z alternatorem-rozrusznikiem (M Hybrid), a wersja 115-konna zniknęła z katalogu, podobnie jak silnik wysokoprężny.
W 2023 roku auto poddano drugiemu liftingowi. Zmiany ponownie dotyczą sekcji przedniej i tylnej. Ponadto wprowadzono dwa nowe lakiery „Aero Grey” i „Air Stream Blue”. Kratka jest teraz zamknięta, z wyjątkiem specjalnych modeli Homura i Homura Aka, podczas gdy te dwa warianty modeli mają kratkę w kształcie plastra miodu. Poziomy wyposażenia, takie jak Clap Pop, Rookie Drive lub Sunlit Citrus, są również dostępne w Japonii.

### Wyposażenie
W zależności od wersji wyposażeniowej pojazdu samochód wyposażony może być m.in. w tempomat, ekran multimedialny, wyświetlacz HUD, klimatyzację automatyczną, wielofunkcyjną kierownicę, skórzaną tapicerkę.

### Silniki
W zależności od kraju sprzedaży nowa Mazda jest dostępna z silnikiem Diesla SkyActiv-D o pojemności 1.5 l oraz benzynowym silnikiem SkyActiv-G również o pojemności 1.5 i w różnych wariantach mocy. Jednostki napędowe współpracują z manualnymi skrzyniami biegów, w opcji dostępne są też przekładnie automatyczne. W Polsce auto oferowane jest wyłącznie z benzynowym silnikiem 1.5 l SkyActiv-G rozwijającym moc w zależności od opcji 75, 90 lub 115 KM. Na rynku niemieckim Mazda 2 dostępna jest dodatkowo również z silnikiem Diesla o pojemności 1.5 l i mocy 105 KM.  

### Bliźniaczy model koncernu Toyota

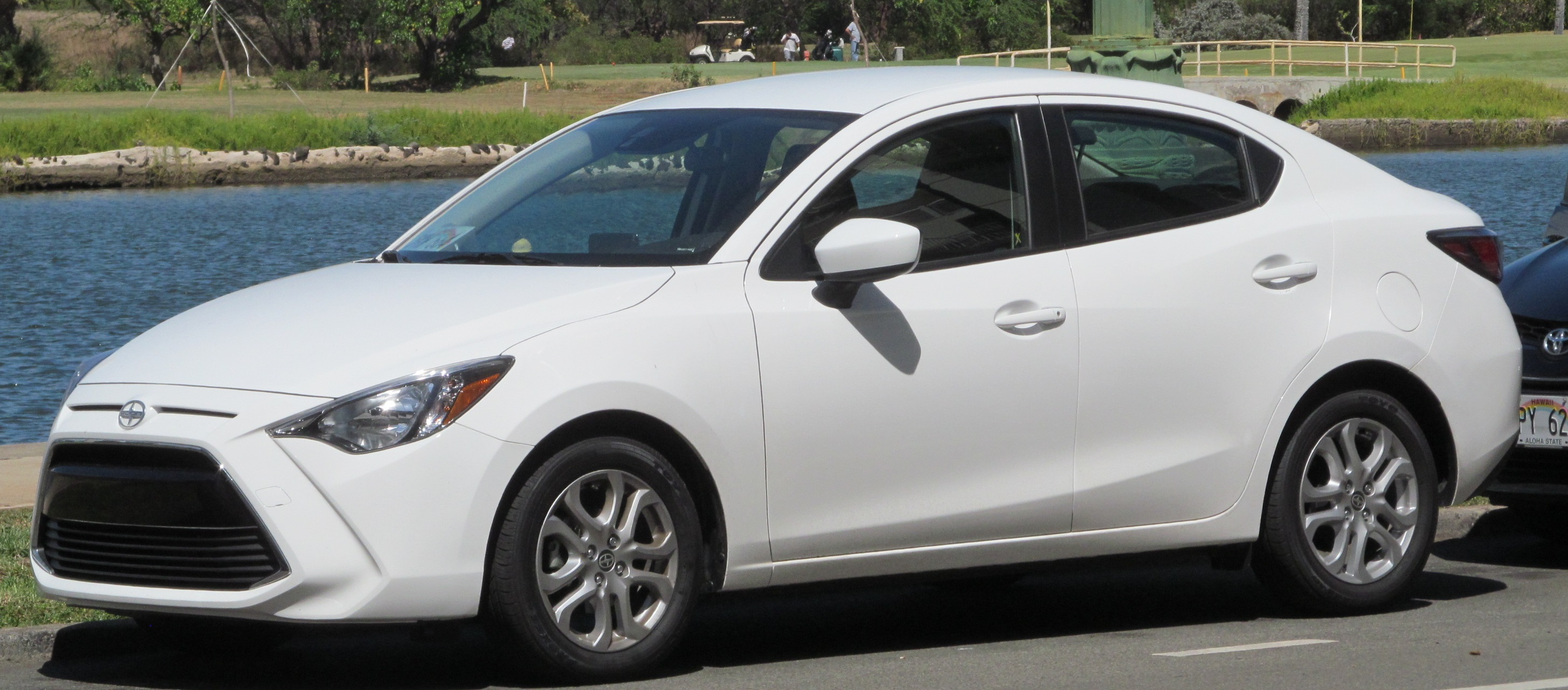
amerykański Scion iA
(obecnie Toyota Yaris iA)

W kwietniu 2015 roku na New York Auto Show zaprezentowano miejskiego sedana marki Scion pod nazwą iA, który jest bliźniaczą wersją Mazdy 2 w wersji sedan. Wyglądowi pasa przedniego nadano indywidualny charakter, pozostałe części nadwozia są identyczne. Egzotyczny mariaż wiąże się z umową, którą zawarła Mazda z Toyotą (właścicielem marki Scion), na mocy której firma współpracuje ze sobą na rynku północnoamerykańskim – pierwszym efektem jest właśnie przeznaczony wyłącznie na rynek amerykański Scion iA powstały w duchu polityki badge-engineering. Mało tego – bliźniaczy względem Mazdy model Sciona oferowany jest także w Kanadzie pod nazwą Toyota Yaris Sedan. Z racji likwidacji marki Scion model iA oferowany jest od końca 2016 roku jako Toyota Yaris iA. W Meksyku oferowany jest jako Toyota Yaris R.

### 2 Hybrid

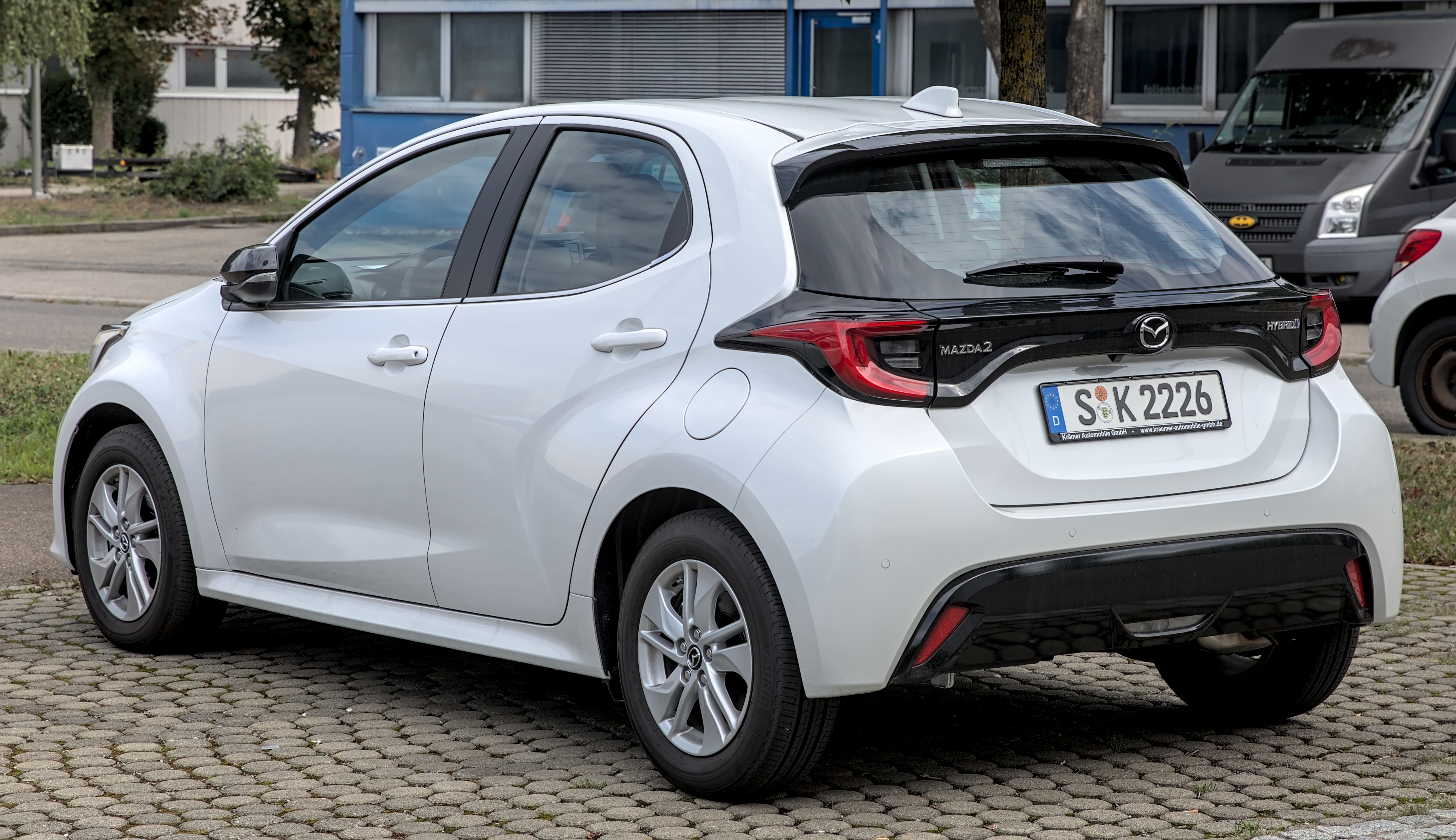
Mazda 2 Hybrid - tył

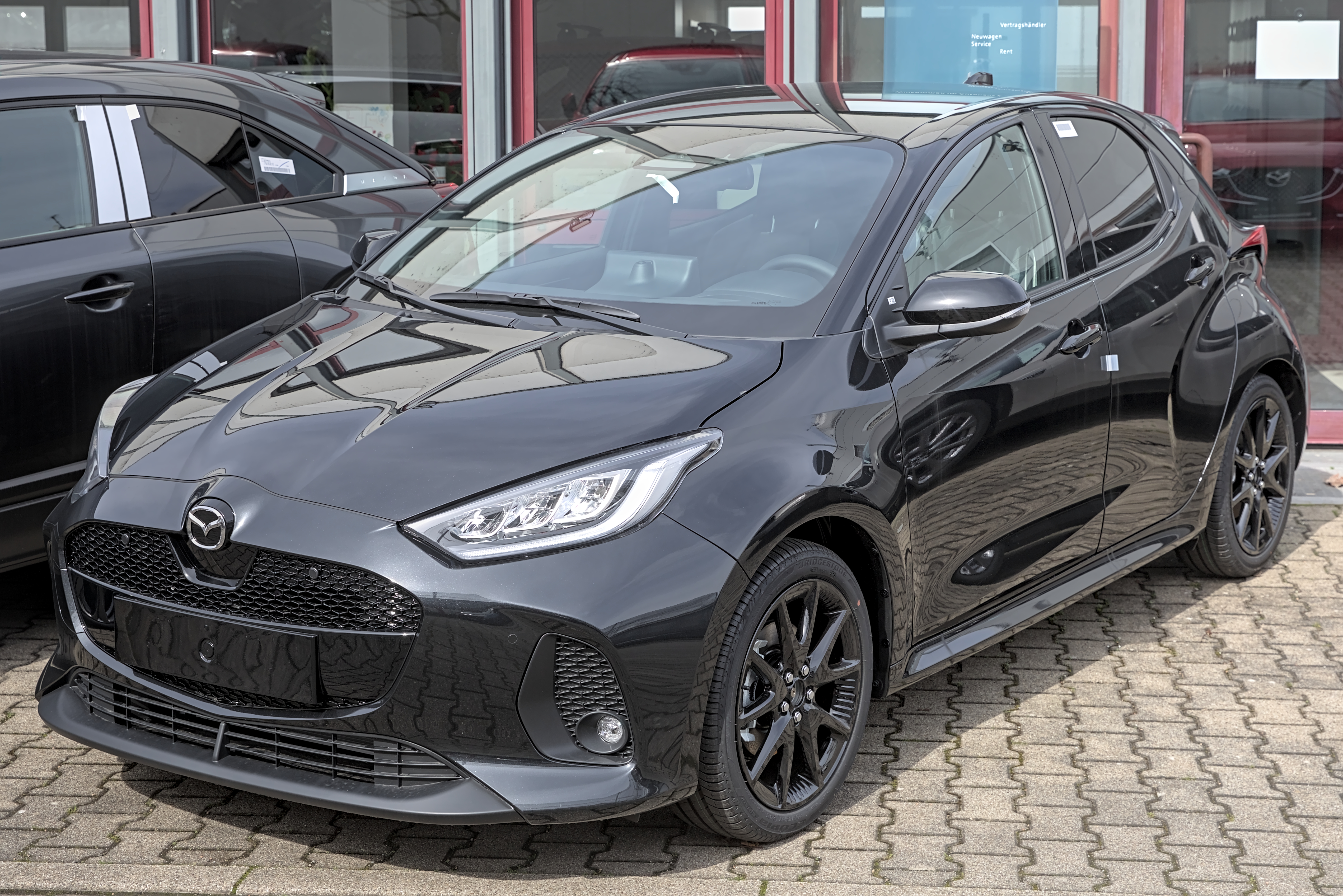
Mazda 2 Hybrid po liftingu

Mazda 2 Hybrid została zaprezentowana po raz pierwszy pod koniec 2021 roku. Samochód trafił do sprzedaży na początku 2022 roku. Samochód wraz z Toyotą Yaris jest produkowany we francuskich zakładach w Valenciennes. Oferowany jest wyłącznie na rynku europejskim, tylko z napędem hybrydowym, równolegle z dotychczas produkowaną, spalinową generacją Mazdy 2 jako uzupełnienie oferty.
Niemal 2 lata po prezentacji, w 2023 roku model przeszedł delikatny lifting. Zyskał nowy zderzak i atrapę chłodnicy nawiązujące do innych modeli marki.